# Eleutherodactylus riparius
Eleutherodactylus riparius är en groddjursart som beskrevs av Estrada och Hedges 1998. Eleutherodactylus riparius ingår i släktet Eleutherodactylus och familjen Eleutherodactylidae. IUCN kategoriserar arten globalt som livskraftig. Inga underarter finns listade i Catalogue of Life.